# Boca Prins
Boca Prins es una bahía en la costa noreste de la isla de Aruba una dependencia de los Países Bajos en las Antillas Menores.
Situada en el parque nacional Arikok tiene una playa de arena que es un destino popular . La playa de arena blanca sin vigilancia con dunas y acantilados en la costa rocosa está marcada por una señal, porque el nadar allí debido a la corriente oculta fuerte y constante puede ser peligroso. El área está bordeada por acantilados de piedra caliza con un camino que conduce a través de una escalera de madera a la bahía. Las rocas de Boca Prins son el hábitat de Cnemidophorus arubensis, que sólo se encuentra en Aruba.
Cerca de Boca Prins esta una de las plantaciones de coco más antiguas ubicadas en Aruba , que se cultivan desde el siglo XVI por los colonos holandeses . El nombre probablemente proviene de los colonos holandeses.